# Fedor Ozep
Fedor Ozep ou Fyodor Otsep (em russo:   Фёдор Александрович Оцеп, Fyodor Aleksandrovich Otsep;, 9 de fevereiro de 1895 — 20 de junho de 1949) foi um diretor de cinema russo-norte-americano e roteirista, nascido em Moscou. Durante a produção de The Living Corpse na Alemanha, decidiu permanecer e trabalhar em toda a Europa durante a década de 1930, aproveitando a aclamação internacional para filmes, incluindo Os Irmãos Karamazov e Amok. Com o advento da Segunda Guerra Mundial, mudou-se para Hollywood, mas foi incapaz de estabelecer uma carreira lá, dirigindo apenas um filme. Seus dois últimos filmes foram feitos no Canadá. Faleceu de ataque cardíaco em Los Angeles, em 1949.